# Yan Suarsana
Yan Suarsana (* 1982 in Bad Mergentheim) ist ein deutscher evangelischer Theologe.

## Leben
Von 2002 bis 2008 studierte er evangelische Theologie, Germanistik, klassische Philologie und klassische Indologie in Heidelberg. Von 2008 bis 2011 war er wissenschaftlicher Mitarbeiter am Lehrstuhl für Reformations- und Neuere Kirchengeschichte an der Theologischen Fakultät der Universität Heidelberg bei Christoph Strohm. Von 2012 bis 2013 absolvierte er das Referendariat. Nach der Promotion 2013 zum Dr. theol. mit der Dissertation: "Pandita Ramabai und die Erfindung der Pfingstbewegung. Postkoloniale Religionsgeschichtsschreibung am Beispiel des Mukti Revival" war er von 2014 bis 2018 wissenschaftlicher Mitarbeiter am Lehrstuhl für Religionswissenschaft und Interkulturelle Theologie an der Theologischen Fakultät der Universität Heidelberg bei Michael Bergunder. Von Oktober 2017 bis März 2018 vertrat er eine Professur für Religionswissenschaft an der Universität Bremen. Seit 2018 lehrt er als Professor für Religionswissenschaft in Bremen.

## Schriften (Auswahl)
- Pandita Ramabai und die Erfindung der Pfingstbewegung. Postkoloniale Religionsgeschichtsschreibung am Beispiel des „Mukti Revival“ (= Studien zur außereuropäischen Christentumsgeschichte (Asien, Afrika, Lateinamerika). Band 23). Harrassowitz Verlag, Wiesbaden 2013, ISBN 978-3-447-10069-4 (zugleich Dissertation, Heidelberg 2013).
- Gott, ein Gefüge. Poststrukturalistische Überlegungen zur Theologie der Religionen (= Wiener Forum für Theologie und Religionswissenschaft. Band 23). V & R unipress, Göttingen 2022, ISBN 978-3847113355.
- Globales Christentum (= Studienkurs Religion). Nomos, Baden-Baden 2024, ISBN 978-3848771417.